# Searching for Paradise
Pour plus de détails, voir Fiche technique et Distribution.
Searching for Paradise est un film américain réalisé par Myra Paci, sorti en 2002.

## Fiche technique
- Titre : Searching for Paradise
- Réalisation et scénario : Myra Paci
- Musique : Carter Burwell et Steven Emerson
- Pays de production : États-Unis
- Format : Couleurs - Dolby
- Genre : drame
- Durée : 88 minutes
- Date de sortie : 2002

## Distribution
- Susan May Pratt : Gilda Mattei
- Chris Noth : Michael De Santis
- Jeremy Davies : Adam
- John Pierson (en) : Jim Johnson
- Michele Placido : Giorgio Mattei
- Laila Robins : Barbara Mattei
- Josef Sommer : Carl Greenslate
- Mary Louise Wilson : Evelyn Greenslate
- Samantha Buck : Andrea
- Tony Devon : Mr Penny
- Jonathan Lisecki (en) : Dave Pierce